# Kid d'Espagne

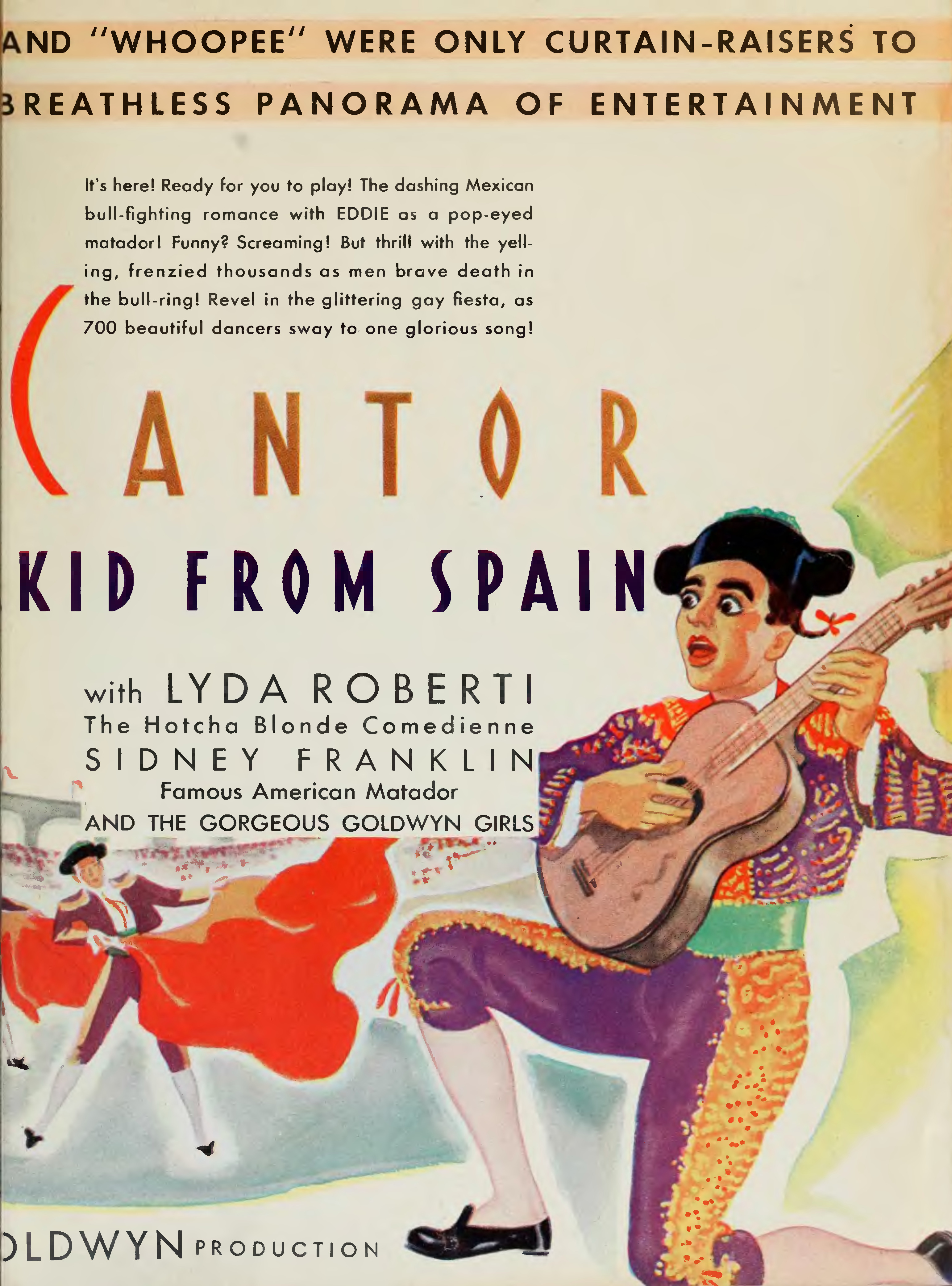
1932

Kid d'Espagne ou Le Roi de l'arène (The Kid from Spain) est un film américain en noir et blanc réalisé par Leo McCarey, sorti en 1932.
Le film est centré sur la vedette comique Eddie Cantor, qui chante plusieurs chansons, et inclut également des scènes chorégraphiées par Busby Berkeley.

## Synopsis
Le réveil des jeunes filles, dans le dortoir de l'université, est un ballet de fraîcheur et de bonne humeur. Mais lorsque la surveillante entre dans la pièce, elle trouve un jeune homme dans l'un des lits : Eddie Williams, un étudiant victime d'une farce de son ami Ricardo. Tous deux sont renvoyés.
Ricardo propose à Eddie de l'accompagner au Mexique, dont il est originaire. Mais des bandits sortant d'une banque montent dans la voiture conduite par Eddie et l'obligent à franchir la frontière pour passer justement au Mexique.
Eddie y retrouve Ricardo, qui est empêché de voir la jeune femme dont il est amoureux : le père de celle-ci l'a en effet fiancée à Pancho, un torero qui a autrefois libéré sa femme enlevée par des bandits.
Comme Eddie est poursuivi par un policier américain, Ricardo le fait passer pour un torero, Don Sebastian II, mais tous deux sont mis en prison en raison d'une altercation avec Pancho. Eddie croit pouvoir sortir en échangeant ses vêtements avec un autre prisonnier, mais c'était un piège de celui-ci pour faire exécuter Eddie à sa place. Alors que celui-ci est sur le point d'être fusillé, le père d'Anita vient pour sauver le grand  Don Sebastian II.
Eddie veut enlever Anita à la demande de Ricardo, mais il se trompe et emmène son amie Rosalie, qui tombe amoureuse de lui ; survient toutefois le petit ami de celle-ci, un bandit auquel Eddie échappe par ruse.
Pendant ce temps Ricardo a été libéré. Il aide Eddie à préparer une corrida afin de donner le change au policier qui le poursuit. Max, un taureau domestiqué, doit lui être opposé dans l'arène, mais Pancho et son ami le bandit, qui ont autrefois enlevé la mère d'Anita pour que Pancho puisse faire semblant de la libérer, substituent à Max un taureau très dangereux.
Eddie échappe plusieurs fois à la mort face au monstre, mais s'en sort finalement en toréant avec une serviette imprégnée de chloroforme, qui endort l'animal. Fêté de tous, il propose la mariage à Rosalie.

## Fiche technique
- Titre original : The Kid from Spain
- Titre français : Kid d'Espagne

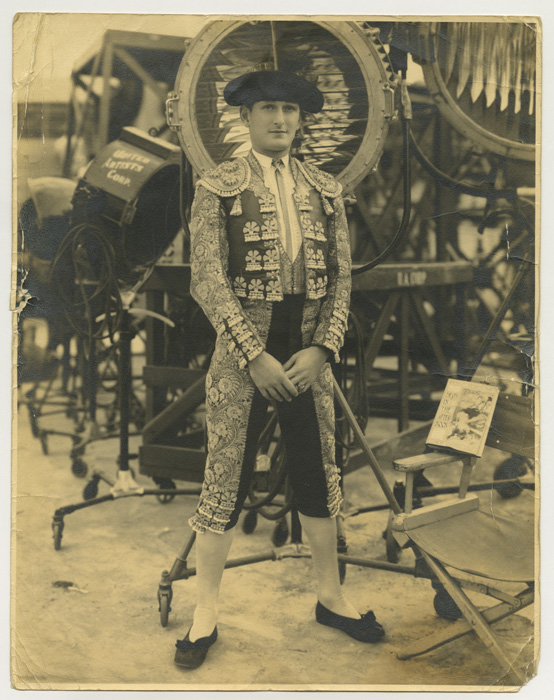
Sidney Franklin en costume de toréro sur le plateau de tournage du film.

- Titre français alternatif : Le Roi de l'arène
- Réalisation : Leo McCarey
- Scénario : William Anthony McGuire, Bert Kalmar et Harry Ruby
- Costumes : Milo Anderson
- Direction artistique : Richard Day
- Photographie : Gregg Toland
- Son : Vinton Vernon
- Montage : Stuart Heisler
- Musique : Alfred Newman
- Chansons : 
  - In the Moonlight de Harry Ruby et Bert Kalmar
  - Look What You've Done de Harry Ruby et Bert Kalmar
  - What a Perfect Combination de Harry Ruby et Bert Kalmar
- Production : Samuel Goldwyn
- Société de production : Samuel Goldwyn Company
- Sociétés de distribution :
  - United Artists (1932) (États-Unis) (cinéma)
  - Film Classics (1944) (États-Unis) (cinéma) (re-parution)
  - Home Box Office Home Video (HBO) (1999) (États-Unis) (VHS)
  - Samuel Goldwyn Home Entertainment (1999) (États-Unis) (VHS)
- Pays d’origine : États-Unis
- Langue : anglais
- Format : noir et blanc - 1.37:1 - Format d'image : 35 mm - son : Mono (Western Electric Sound System)
- Genre : Comédie musicale, comédie romantique
- Durée : 96 minutes
- Dates de sortie :
  - États-Unis : 17 novembre 1932
  - France : 21 avril 1933

## Distribution
- Eddie Cantor : Eddie Williams
- Lyda Roberti : Rosalie
- Robert Young : Ricardo
- Ruth Hall : Anita Gomez
- John Miljan : Pancho
- Noah Beery : Alonzo Gomez
- J. Carrol Naish : Pedro
- Robert Emmett O'Connor : détective Crawford
- Stanley Fields : Jose
- Paul Porcasi : Gonzales
- Sidney Franklin : lui-même - Torero américain

Acteurs non crédités :
- Harry C. Bradley (en)
- Edgar Connor
- Theresa Maxwell Conover : Martha Oliver
- Eddie Foster
- Paulette Goddard : Goldwyn Girl
- Betty Grable : Goldwyn Girl
- Harry Gribbon : Agent de la circulation
- Ben Hendricks Jr. : Red
- Julian Rivero : Dalmores
- Walter Walker : le  doyen du collège
- Leo Willis : Voleur
- Toby Wing : Goldwyn Girl
- Jane Wyman : Goldwyn Girl

## Source
- Le Roi de l'arène et les affiches françaises du film, sur EncycloCiné